# Fahren (Kreis Plön)
Fahren ist eine Gemeinde im Kreis Plön in Schleswig-Holstein.

## Geografie

### Lage und Ortsteile
Das Gebiet der Gemeinde Fahren erstreckt sich in der Probstei etwa 15 km östlich von Kiel am nordöstlichen Ufer des Passader Sees. Es ist eingebettet im nordwestlichen Teil des Naturraums Ostholsteinisches Hügel- und Seenland (Haupteinheit Nr. 702).
Die Gemeinde Fahren umfasst siedlungsgeografisch mehrere Ortsteile, im Fachjargon auch als Wohnplatz bezeichnet. Zur Gemeinde zählen das namenstiftende Dorf, die Windmühlsiedlung Fahrenermühlen und die Haussiedlung Krüsbrook.

### Nachbargemeinden
Direkt angrenzende Nachbargemeinden von Fahren sind:
| Passade |                                             | Fiefbergen |
|         | Kompassrose, die auf Nachbargemeinden zeigt | Höhndorf   |
|         | Stoltenberg                                 |            |

## Geschichte
Der Ort wurde erstmals im Jahr 1240 unter seinem damals noch slawischen Namen Warnow erwähnt. Archäologische Funde belegen jedoch, dass das Gebiet bereits in der Mittelsteinzeit besiedelt war.
Von 1388 bis 1873 stand Fahren unter der Obhut des Klosters Preetz. Die Fahrener Mühle, ein Erdholländer, wurde 1882 errichtet und 1962 wieder abgerissen.
Die Gemeinde gehörte dem Amt Probstei-West an. Seit dessen Auflösung zum 1. Juni 1970 ist sie Teil des Amts Probstei.

## Politik

### Gemeindevertretung
Bei der im Rahmen der Kommunalwahlen in Schleswig-Holstein 2023 durchgeführten Gemeindewahl am 14. Mai 2023 errangen wiederholt ausschließlich Kandidaten der örtlichen KWF alle sieben Sitze in der Gemeindevertretung. Die Wahlbeteiligung betrug diesmal 73,2 Prozent.

### Wappen
Blasonierung: „In Silber ein grüner über zwei blauen Wellenbalken, darüber eine stürzende schwarze Krähe.“

## Wirtschaft und Verkehr
Die Wirtschaft in der Gemeinde ist überwiegend von der Urproduktion der Landwirtschaft geprägt. Daneben pendeln viele Einwohner auch nach Kiel oder Schönberg.
Etwa 5 km nördlich von Fahren verläuft die Bundesstraße 502 von Kiel nach Schönberg (Holstein) und etwa 17 km südlich die Bundesstraße 202, die Kiel mit Lütjenburg verbindet.

## Sehenswürdigkeiten
In der Ortsmitte befindet sich eine kleine Sammlung historischer Wegesteine, die aus der Umgebung zusammengetragen wurden.
Die Uferbereiche des Passader Sees im Gemeindegebiet sind Teil des europäischen  NATURA 2000-Schutzgebietes FFH-Gebiet Hagener Au und Passader See,
siehe auchː Liste der Kulturdenkmale in Fahren

## Bilder

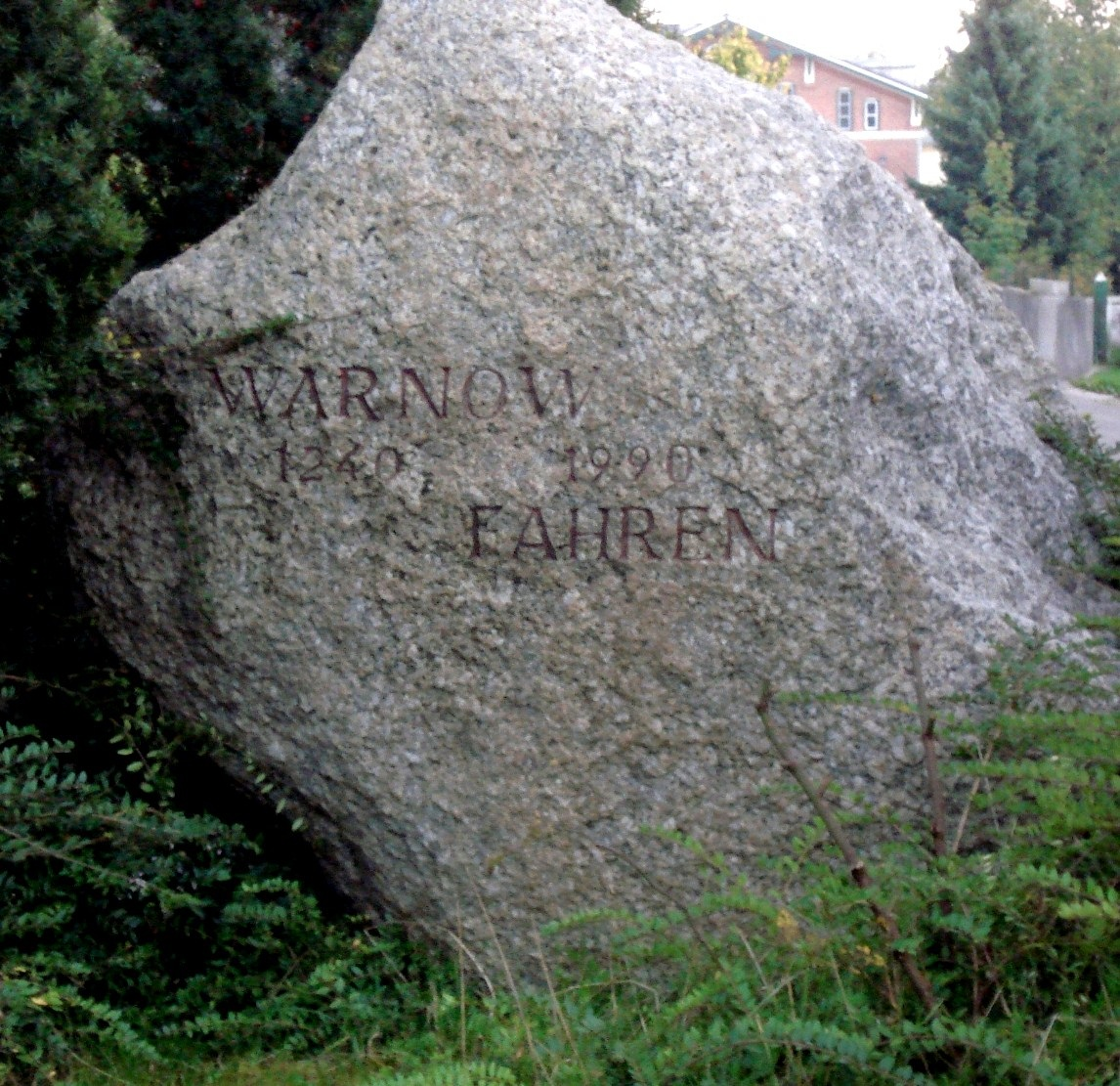
Feldstein zum 750-jährigen Bestehen des Ortes (mit der Inschrift WARNOW 1240 1990 FAHREN)
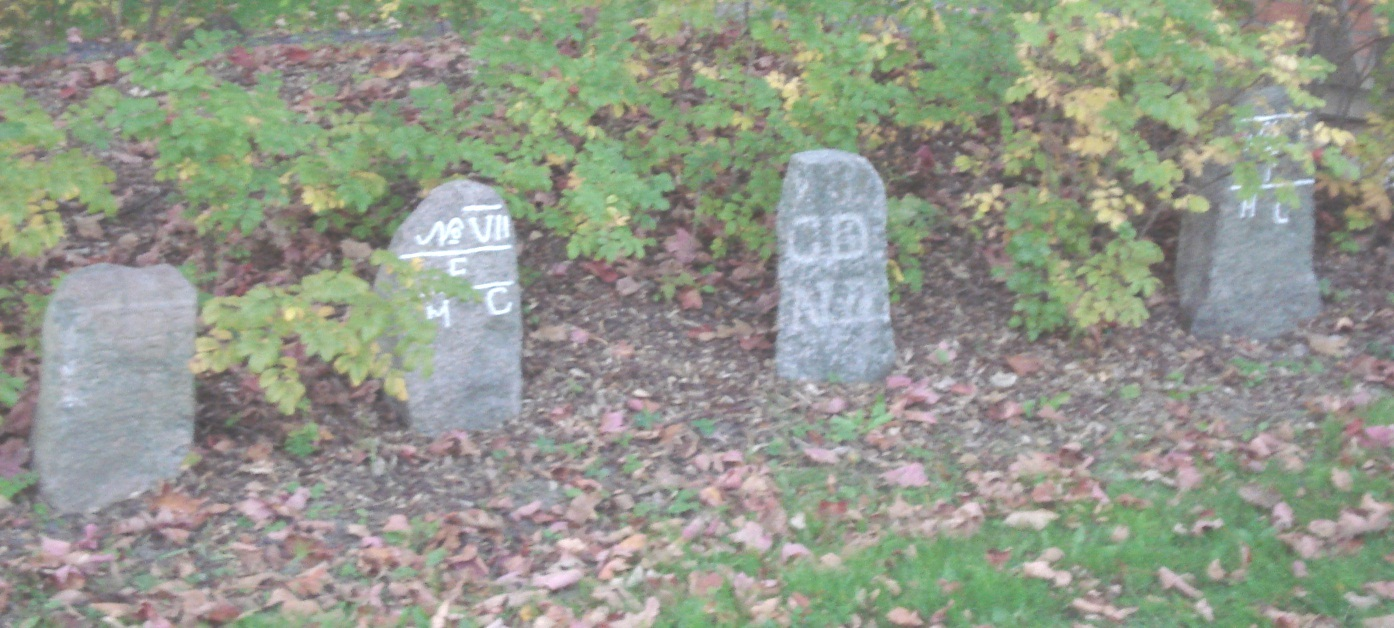
Einige der in Fahren aufgestellten Wegesteine
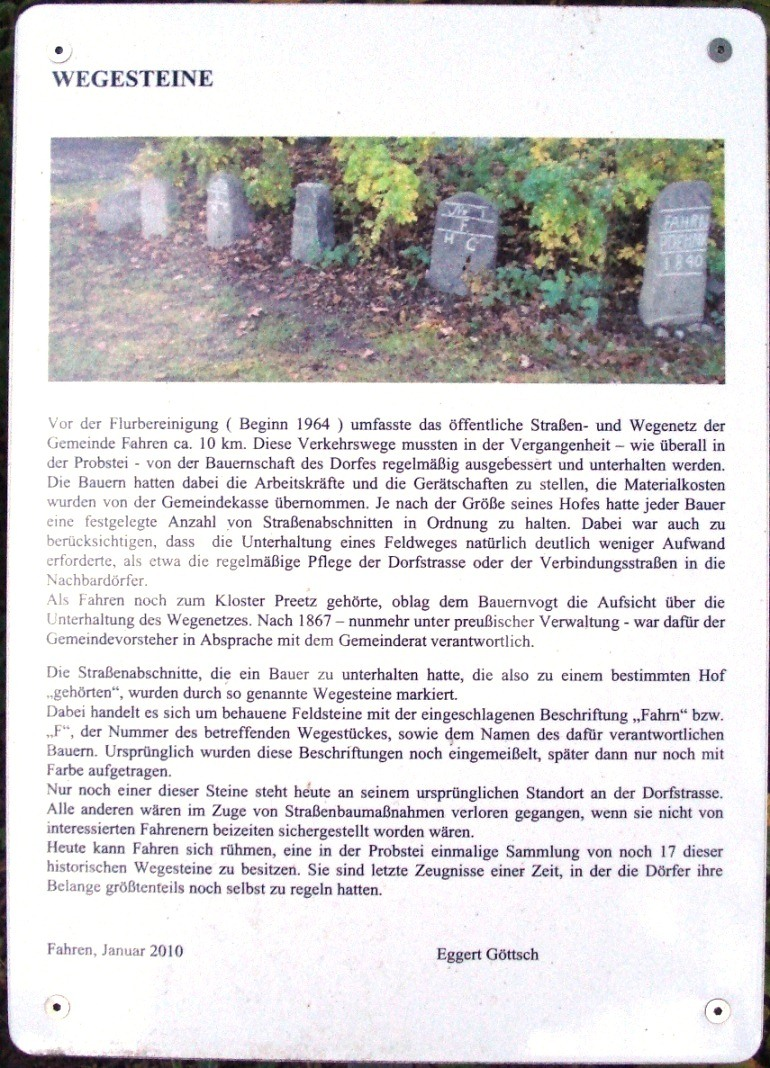
Erläuterungstafel zu den aufgestellten Wegesteinen